# Ofelia Echagüe
Ofelia Echagüe Vera (Asunción, 1904-ib., 1987) fue una destacada pintora y docente paraguaya del siglo XX.

## Primeros pasos
Comenzó estudiando en su ciudad natal con Héctor Da Ponte, Modesto Delgado Rodas, Pablo Alborno y Adán Kunos, para trasladarse luego becada a Montevideo, Uruguay, donde definió su vocación realizando estudios bajo la dirección del Profesor Domingo Bazzurro (1939-1941). En Buenos Aires, Argentina, lo hizo con los profesores Alfredo Guido y Emilio Centurión, donde se graduó en la Escuela Superior de Bellas Artes de la Nación Ernesto de la Cárcova.

## Trayectoria
El crítico de arte Ticio Escobar escribe acerca de Ofelia Echagüe Vera: “Su mejor obra creativa la realiza en el período inmediato a su vuelta al país y durante pocos años. En su exposición en el ‘Club Centenario’, la primera individual, en 1946, ya están definidas las características fundamentales de su pintura: buena factura técnica, figuras rotundas de presencia escultórica, organización meditada del espacio en planos y volúmenes, fuerte sentido de la expresión y preferencia por el tema del desnudo femenino”.
La obra de Ofelia Echagüe Vera, en la visión de Escobar, guarda una "insistencia en los aspectos formales", los cuales no menoscaban lo expresivo. "Aunque sus macizos personajes se estructuran en composiciones cuidadosas y meditadas que delatan la influencia del postimpresionismo rioplatense, tienen una indudable carga de significados relativa a la problemática existencial del hombre; siempre hay un fondo de soledad y desesperanza en sus ambientes semivacíos invadidos por luces crudas, un sentido de incomunicación instalado entre sus mujeres de cuerpos duros y miradas ausentes”.
Ofelia Echagüe participó de una importante muestra colectiva de artistas plásticas paraguayas, la cual marcó un punto de partida para una nueva etapa que cambia el papel de la mujer den las artes plásticas paraguayas. Desde esta perspectiva, Ofelia Echagüe Vera, a través de su obra se convierte en una auténtica precursora porque rompe los esquemas de la pacatería y el puritanismo imperantes en ese entonces en el arte paraguayo.

## Últimos años
De vuelta al país, Ofelia Echagüe Vera se dedica a la enseñanza, específicamente en el Ateneo Paraguayo primero, y en la Escuela de Bellas Artes después.
Falleció en Asunción en 1987.